# Rue de Noailles
La rue de Noailles est une voie du quartier des Chantiers de Versailles, en France.

## Situation et accès
La rue de Noailles est une voie publique située dans le quartier des Chantiers de Versailles. Elle débute au 34, avenue de Paris et se termine au 47, avenue de Sceaux, au niveau de la place des Francine.
Non rectiligne, elle est divisée en deux parties qui se rencontrent au niveau de la rue des États-Généraux, où s'est trouvé un temps la barrière d'octroi de Versailles, avant l'intégration de Montreuil.
La partie située entre la rue des États-Généraux et la place des Francine est une composante de la RD 938, ancienne RN 838.

## Origine du nom

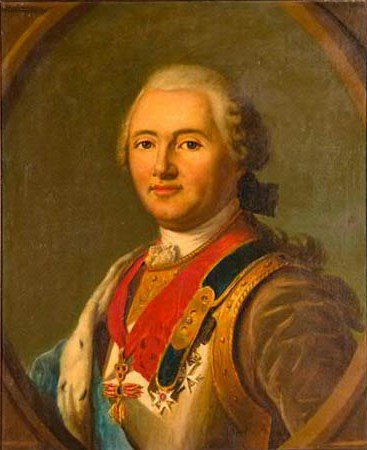
Philippe de Noailles.

Elle porte le nom de Philippe (1715-1794), comte de Noailles, gouverneur de Versailles quand la première partie de la rue fut construite.

## Historique
La rue de Noailles a d'abord joint l'avenue de Paris à la rue des États-Généraux, alors désignée sous le nom de rue des Chantiers.
Elle a ensuite été prolongée vers l'avenue de Sceaux et la place des Francine à travers ce qui constituait alors un terrain vague connu sous le nom de camp des Fainéants, peu avant la construction des écuries du comte d'Artois en 1773/1776. Ce prolongement pris alors le nom de rue Neuve-de-Noailles.
En 1793, la première partie de la rue reçut le nom de rue du Peuple-Français et la seconde partie reçut le nom de rue du Quatorze-Juillet. En 1806, le nom de rue de Noailles fut conféré à l'ensemble des deux parties.

## Bâtiments remarquables et lieux de mémoire
Au n°8 aurait vécu le peintre François Boucher.
Au n°12 logea en 1789 Antoine Barnave, député du Tiers état originaire de Grenoble en Dauphiné.
Au n°35 se trouve actuellement la direction départementale des territoires des Yvelines. Cette emprise a initialement été bâtie en 1768 pour y placer les magasins des bâtiments et des menus-plaisirs du Roi. De 1789 à 1796, les bâtiments ont servi de halles aux grains. Ils ont ensuite servis de magasins aux fourrages pour le service militaire de la place. Ces magasins brûlèrent en 1861, et on construisit à leur place en 1864 une caserne pour le corps des sapeurs du Génie de la Garde impériale. En 1870, dans l'urgence de la guerre avec la Prusse, les bâtiments devinrent une annexe de l'hôpital militaire. Ils furent appelés caserne Hoche en 1909. Après la seconde Guerre mondiale, le 10 novembre 1947, la caserne Hoche fut cédée par l'État aux services du ministère de la Reconstruction et de l’Urbanisme.